# Карасева (деревня)
Карасева — деревня в Шумихинском районе Курганской области России. Входит в состав Галкинского сельсовета.

## География
Деревня находится на западе Курганской области, в лесостепной зоне, к востоку от автодороги 37Н-2224 (Карачельское — Прошкино — Ленинка), на расстоянии примерно 40 километров (по прямой) к северо-западу от Шумихи, административного центра района. Абсолютная высота — 161 метр над уровнем моря.
Климат
Климат характеризуется как континентальный с холодной малоснежной зимой и коротким тёплым летом. Средняя температура воздуха самого тёплого месяца (июля) составляет 18,5 °C (абсолютный максимум — 39 °C); самого холодного (января) — −16,8 °C (абсолютный минимум — −48 °C). Среднегодовое количество атмосферных осадков составляет 429 мм, из которых 323 мм выпадает в тёплый период.

## История
До 1917 года входила в состав Галкинской волости Шадринского уезда Пермской губернии. По данным на 1926 год состояла из 136 хозяйств. В административном отношении входила в состав Галкинского сельсовета Песчанского района Шадринского округа Уральской области.

## Население
| 1989 | 2002 | 2010 |
| ---- | ---- | ---- |
| 10   | ↘6   | ↘2   |

По данным переписи 1926 года в деревне проживало 636 человек (298 мужчин и 338 женщин), в том числе: русские составляли 100 % населения.
Гендерный состав
По данным Всероссийской переписи населения 2010 года в гендерной структуре населения мужчины составляли 50 %, женщины — соответственно также 50 %.
Национальный состав
Согласно результатам Всероссийской переписи населения 2002 года, в национальной структуре населения русские составляли 100 % из 6 чел.